# Glacier Blanc

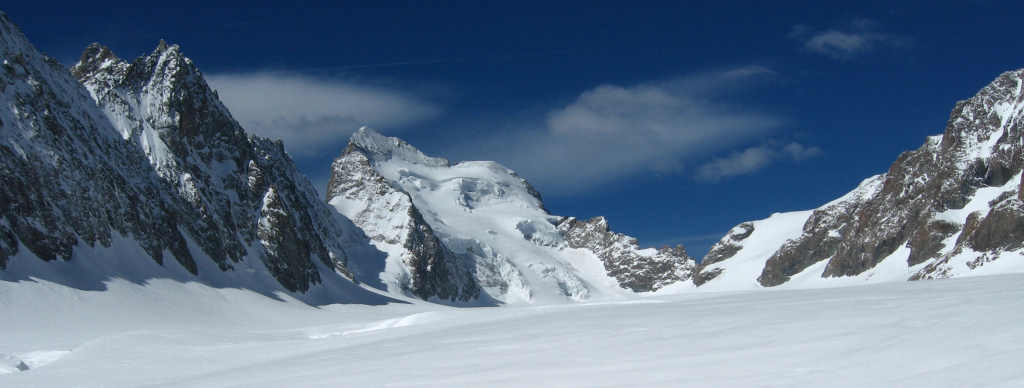
Górne piętro lodowca, w głębi masyw Barre des Écrins

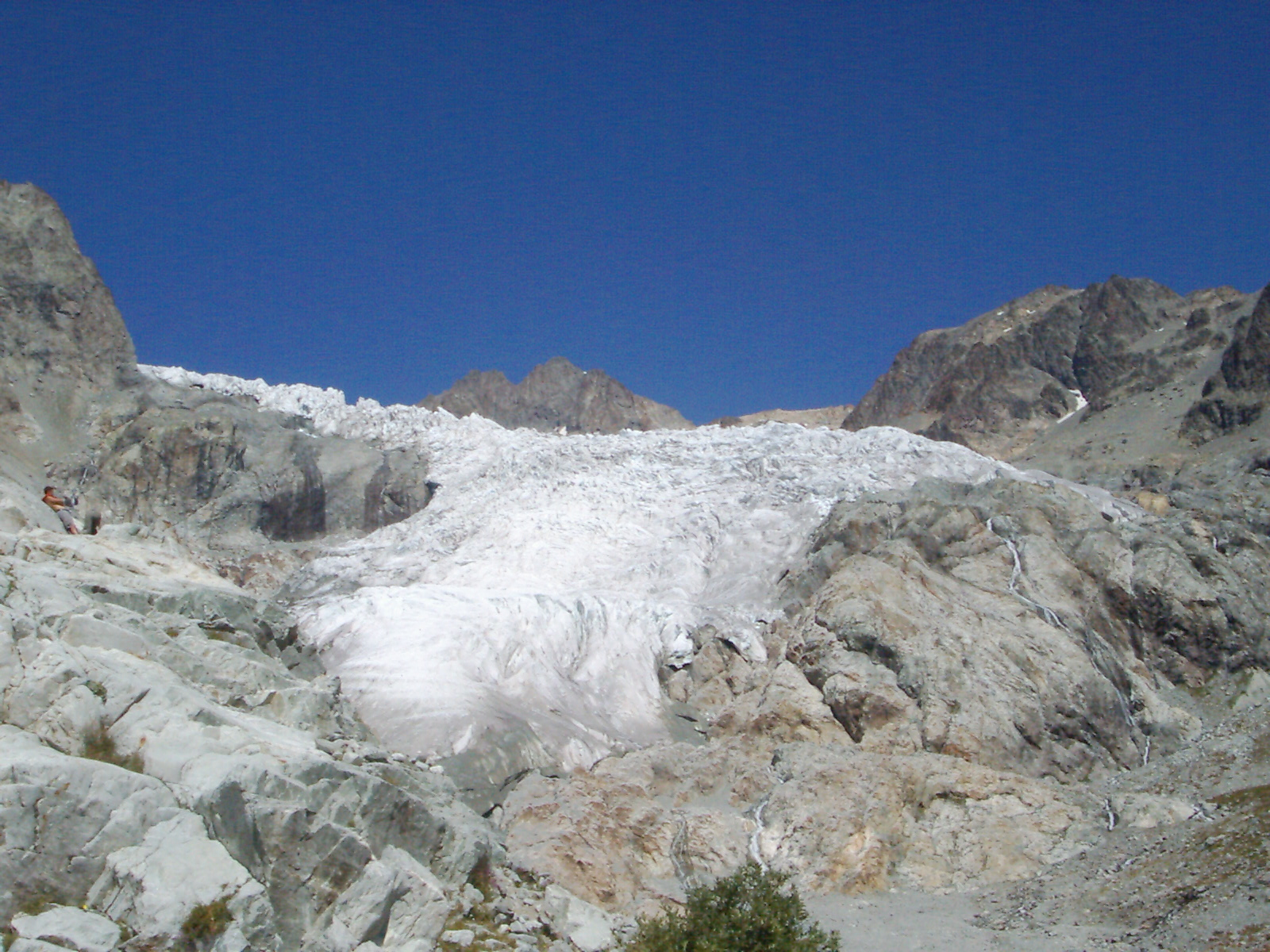
Czoło lodowca w 2004 roku

Glacier Blanc – najdłuższy (blisko 6 km) i drugi co do wielkości (powierzchnia ok. 560 ha) lodowiec w grupie górskiej Écrins w Alpach Delfinackich we Francji. Znajduje się na terenie Parku Narodowego Écrins (fr.: Parc national des Écrins).
Glacier Blanc otoczony jest wysokimi szczytami Alp Delfinackich: Barre des Écrins, Roche Faurio i Pic de Neige Cordier. Tworzy się głównie na północnych stokach Barre des Écrins i jej bocznego wierzchołka Dôme de neige des Écrins. Spływa szerokim łukiem, początkowo ku północnemu wschodowi, po czym zakręca ku południowemu wschodowi i wreszcie ku południu, w kierunku Pré de Mme Carle. Wypływające spod niego wody zasilają potok St. Pierre, należący do zlewiska rzeki Durance.
Nazwa lodowca powstała na zasadzie kontrastu jego czysto białej powierzchni z ciemną powierzchnią sąsiedniego Glacier Noir.
Obecnie Glacier Blanc, podobnie jak inne lodowce alpejskie, jest w odwrocie. Jest on znacznie obficiej zasilany śniegiem niż np. sąsiedni Glacier Noir, lecz jego jęzor schodzący obecnie do wysokości 2350 m n.p.m. ze względu na południową wystawę jest znacznie bardziej narażony na letnią ablację.
W przeszłości (jeszcze w I połowie XIX w.) jęzor lodowcowy Glacier Blanc w dolnej części łączył się z jęzorem położonego bardziej na południe i oddzielonego masywem Barre des Écrins lodowca Glacier Noir. W 1815 r. koniec jęzora znajdował się na płaskim terenie Pré de Madame Carle, na wysokości ok. 1880 m n.p.m. i zaledwie o kilkadziesiąt metrów od obecnego schroniska Cézanne. Pomiędzy rokiem 1815 a 1986 czoło Białego Lodowca cofało się ze średnią szybkością ok. 9 m na rok, co daje łącznie ponad 1,5 km. Od roku 1986 do 2012 czoło lodowca cofnęło się jednak o 726 m, co daje już 28 m na rok, przy czym dla dekady 2003-2012 było to już średnio 41 m na rok. Jeszcze gorsze pod tym względem były ostatnie lata. W 2011 r. czoło lodowca cofnęło się o 76 m, natomiast w 2012 - aż o 101 m. W tymże 2012 r. czoło lodowca nie było już widoczne z punktu pomiarowego wytyczonego w 2007 r. Trzeba było wyznaczyć nowy punkt, usytuowany 10 m od aktualnego położenia czoła lodowca. W tym nowym punkcie, jeszcze rok wcześniej schowanym pod jęzorem, w 1986 r. grubość lodu wynosiła 86 m.
Na podstawie prowadzonych obserwacji stwierdzono, że w latach 1981–2002 poziom lodowca obniżył się średnio o 12 m (od 0 m w strefie przyległej do stoku Barre des Écrins przez ok. 30 m w części środkowej po 65 m na końcu jęzora), co oznacza ubytek kubatury lodu o 45-50 milionów metrów sześciennych. Ilość śniegu, jaka spadła na lodowiec zimą 2011-2012 (w przeliczeniu na równoważnik wody) wyniosła 1,26 m. Jednak letnia ablacja w 2012 r. uszczupliła lodowiec o 2,58 m, co daje łącznie ubytek w wysokości 1,32 m. Oznacza to, że w ciągu tego jednego roku poziom lodowca obniżył się o 1,45 m, co daje ubytek objętości lodowca w wysokości ok. 5 milionów metrów sześciennych. Rekordowym pod tym względem był jednak rok 2003, kiedy ubytek (w przeliczeniu na równoważnik wody) wyniósł 2,1 m, co daje stratę grubości lodowca równą 2,31 m.
Glacier Blanc jest przedmiotem badań ruchu lodowców, prowadzonych przez Park Narodowy Écrins wspólnie z laboratorium glacjologii i geofizyki Państwowego Ośrodka Badań Naukowych (fr.: Centre National de la Recherche Scientifique – CNRS).
Na lewym (orograficznie) brzegu lodowca, na wysokości 2542 m n.p.m., wznosi się murowane schronisko turystyczne sekcji Briançon Francuskiego Klubu Alpejskiego (CAF), zwane Refuge du Glacier Blanc. Znacznie wyżej, bo na wysokości 3170 m n.p.m., na skalnej ostrodze na tym samym brzegu lodowca, stoi (również murowane) schronisko tej samej sekcji CAF, zwane Refuge des Écrins.